# Dekret Bieruta

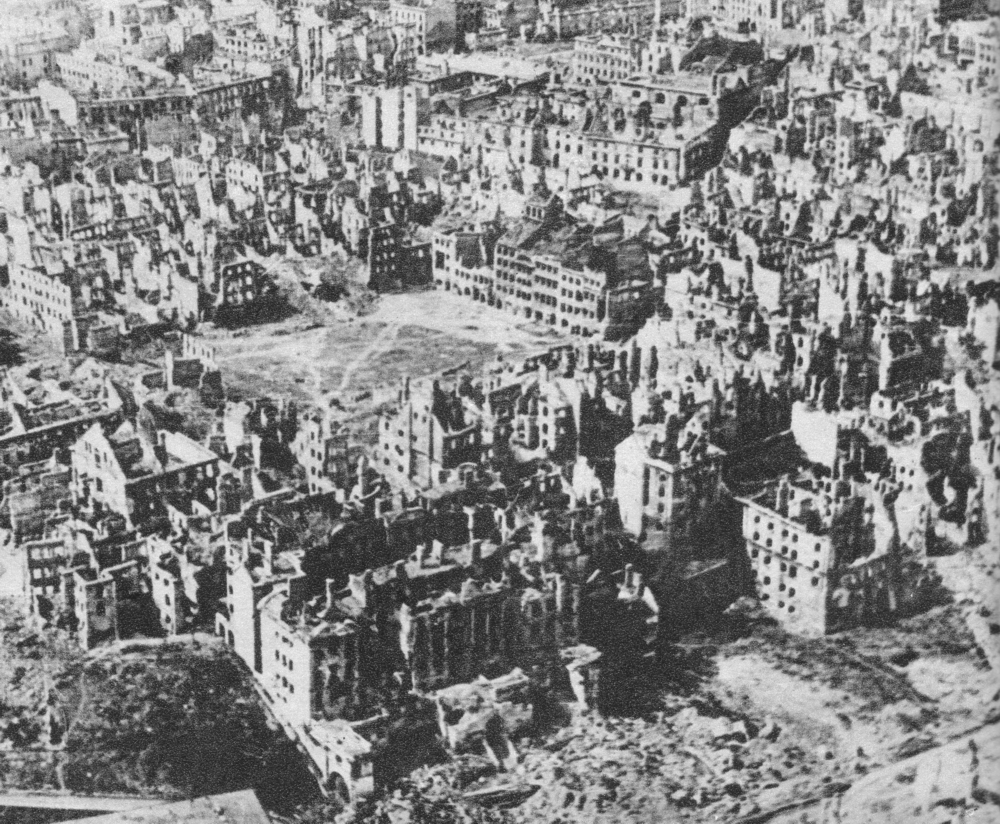
Stare Miasto w Warszawie w styczniu 1945. Widoczne są straty spowodowane działaniami wojennymi i późniejszym planowym niszczeniem miasta.

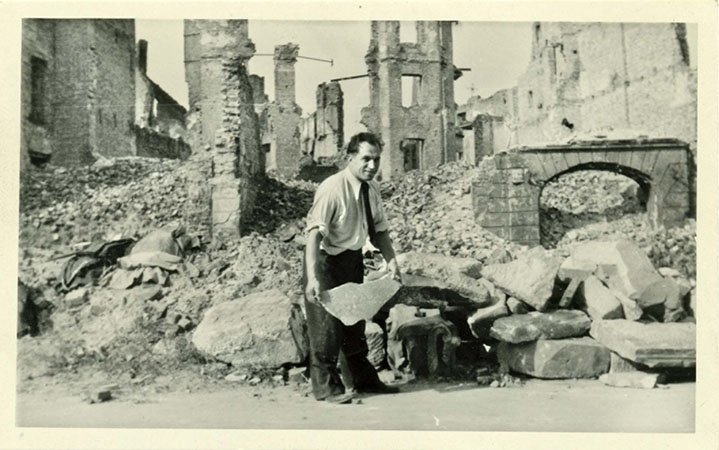
Minister Karol Kuryluk na tle ruin w 1947

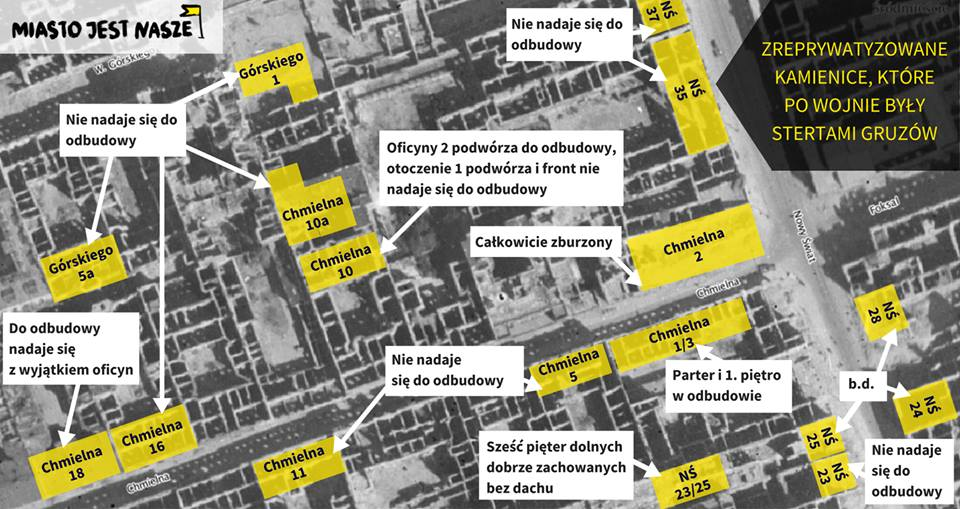
Stan tuż po II wojnie światowej nieruchomości w okolicy skrzyżowania Chmielnej z Nowym Światem, które następnie zreprywatyzowano w l. 1990-2016

Dekret Bieruta – zwyczajowa nazwa dekretu o własności i użytkowaniu gruntów na obszarze m. st. Warszawy wydanego w dniu 26 października 1945 roku przez Krajową Radę Narodową (KRN), której prezydentem był Bolesław Bierut.

## Opis
Na podstawie dekretu na własność gminy m.st. Warszawy przechodziły wszelkie grunty w przedwojennych granicach miasta. Dekret w założeniach miał ułatwić odbudowę stolicy, zwłaszcza dzielnic zrównanych z ziemią. Nie dotyczył budynków, a tylko gruntów – budynki znajdujące się na nich miały pozostać własnością dotychczasowych właścicieli. W praktyce jednak zabierano właścicielom również kamienice lub poddawano je obowiązkowi kwaterunku – dotyczyło to zwłaszcza dzielnic centralnych, gdzie znajdowały się grunty o dużej wartości, jak Śródmieście, Mokotów, Ochota. Na peryferiach ograniczano się do przejęcia gruntów.
Dekret był powszechnie krytykowany, zwłaszcza przez istniejącą jeszcze wtedy legalną opozycję. Jednak wielu historyków, urbanistów, a nawet prawników zajmujących się obecnie reprywatyzacją podkreśla, że bez dekretu warszawskiego odbudowa stolicy w ogóle nie byłaby możliwa.
Główne powody krytyki przeciwników dekretu to:
- nie wszystkie dzielnice były zniszczone w jednakowym stopniu,
- naruszono konstytucyjne prawo własności,
- brak chęci właścicieli do budowy lub odbudowy domów na nieswoim gruncie,
- możliwość nieuczciwych działań przy przejmowaniu działek,
- moralne aspekty sprawy – mieszkańcy Warszawy walczyli przeciw Niemcom, w konsekwencji czego miasto zostało zrujnowane. Dekret był dla nich dodatkową karą.

Niektórzy twierdzą również, że dekret spowodował zastój odbudowy. By to zmienić, wydano dekret zmuszający właścicieli do renowacji zniszczonych przez wojnę domów. Jeśli właściciel zwlekał z odbudową lub remontem, dokonywało tego miasto na jego koszt. Do czasu spłacenia należności, dom taki stawał się własnością gminy. W ten sposób przejęto wiele nieruchomości.
Wskutek dekretu warszawiacy utracili (według różnych źródeł) 20–40 tysięcy nieruchomości, mogło to stanowić nawet 94% nieruchomości miasta w przedwojennych granicach. Całość odebranego dekretem mienia szacowana jest na ok. 40 mld zł. W miejsce własności gruntów dekret przewidywał wieczystą dzierżawę albo odszkodowanie w miejskich papierach wartościowych. Na blisko 24 330 budynków i 40 tys. prywatnych parceli, miasto miało wcześniej zaledwie 853 nieruchomości (zaliczano do nich nawet publiczne szalety i grunty niezabudowane).
Wiara w siłę komunizmu i lekceważenie norm prawnych powodowały, że nie przestrzegano obowiązujących w PRL przepisów. Nacjonalizowano kamienice z naruszeniem prawa. Nie dokonywano też odpowiednich wpisów w księgach wieczystych, pozostawiając wcześniejszych właścicieli. Umożliwiało to im w latach 90. XX w. odzyskanie swojej własności.
Po 1989 dekret Bieruta pozostał w mocy, a poszczególne nieruchomości są zwracane po procesach sądowych. Wskutek braku ustawy reprywatyzacyjnej w Warszawie skupowano roszczenia od przedwojennych właścicieli. Obecnie ok. 2/3 gruntów w przedwojennych granicach miasta objęte jest już ujawnionymi lub potencjalnymi roszczeniami. Ich wartość wzrasta – przy założeniu 20-procentowego zwrotu wartości nieruchomości na odszkodowania wynoszą obecnie ok. 15 mld zł.
W latach 2011 i 2012 r. miasto zapłaciło łącznie ponad 415 mln zł odszkodowań za nieruchomości dekretowe. W 2013 roku w Warszawie toczyło się ok. 8 tys. postępowań dotyczących dekretu Bieruta.
W latach 1990–2015 złożono łącznie ponad 7 tys. wniosków reprywatyzacyjnych, dokonano ponad 4 tys. zwrotów, a miasto wypłaciło na odszkodowania ponad 1,13 mld zł.
W 2016 uchwalono tzw. małą ustawę reprywatyzacyjną, częściowo regulującą kwestie związane z realizacją roszczeń poprzednich właścicieli gruntów.
Po kilku głośnych sprawach, w których decyzje reprywatyzacyjne budziły kontrowersje, w 2016 warszawski ratusz opublikował Białą księgę reprywatyzacji nieruchomości warszawskich, a w 2017 powołana została Komisja do spraw usuwania skutków prawnych decyzji reprywatyzacyjnych dotyczących nieruchomości warszawskich, wydanych z naruszeniem prawa.
Ministerstwo Sprawiedliwości w 2017 przygotowało projekt ustawy o zrekompensowaniu niektórych krzywd wyrządzonych osobom fizycznym wskutek przejęcia nieruchomości lub zabytków ruchomych przez władze komunistyczne po 1944 r. nazywanej dużą ustawą reprywatyzacyjną. Ustawa ta została zwrócona do Ministerstwa Sprawiedliwości i nie została przyjęta (stan na 2019 r.).
14 sierpnia 2020 Sejm uchwalił ustawę nowelizującą ustawę o Komisji Weryfikacyjnej oraz ustawę o gospodarce nieruchomościami, która wprowadza m.in. zakaz reprywatyzacji nieruchomości zamieszkanych przez lokatorów. Ustawa weszła w życie po upływie 14 dni od dnia ogłoszenia w Dzienniku Ustaw, czyli 20 października 2020, z wyjątkiem art. 8 i art. 9, które weszły w życie po upływie 30 dni od dnia ogłoszenia, czyli 5 listopada 2020. 
25 marca 2021 roku wpłynął do Sejmu komisyjny projekt ustawy o zmianie ustawy - Kodeks postępowania administracyjnego, który dotyczył dostosowania systemu prawa do wyroku Trybunału Konstytucyjnego z dnia 12 maja 2015 roku, w którym orzekł, że art. 156 par. 2 kpa w zakresie, w jakim nie wyłącza dopuszczalności stwierdzenia nieważności decyzji wydanej z rażącym naruszeniem prawa, gdy od wydania decyzji nastąpił znaczny upływ czasu, a decyzja była podstawą nabycia prawa lub ekspektatywy, jest niezgodny z art. 2 Konstytucji RP. 24 czerwca 2021 roku na jego podstawie Sejm uchwalił ustawę zmieniającą Kodeks postępowania administracyjnego (za głosowało 309 posłów, nikt nie był przeciw, wstrzymało się 120 posłów). 23 lipca 2021 Senat uchwalił nowelizację Kodeksu postępowania administracyjnego, wprowadzając do niej poprawki, z których część została przyjęta przez Sejm 11 sierpnia 2021 roku, a 14 sierpnia 2021 roku prezydent RP Andrzej Duda podpisał ustawę. Ustawa weszła w życie po upływie 30 dni od dnia ogłoszenia w Dzienniku Ustaw, czyli 16 września 2021 roku i wprowadziła, że po upływie 30 lat od wydania decyzji administracyjnej niemożliwe będzie wszczęcie postępowania w celu jej zakwestionowania, np. w sprawie odebranego przed laty mienia. Zdaniem warszawskiego stowarzyszenia Miasto Jest Nasze nowelizacja ta bardzo mocno ograniczy reprywatyzację, gdyż po wejściu w życiu ustawy nie będzie możliwe stwierdzenie nieważności decyzji – nawet jeżeli została wydana z rażącym naruszeniem prawa lub bez podstawy prawnej – jeżeli od dnia jej doręczenia lub ogłoszenia upłynęło dziesięć lat, a także gdy decyzja wywołała nieodwracalne skutki prawne – przynajmniej w stosunku do nieruchomości przejętych przez państwo na podstawie Dekretu Bieruta i Reformy Rolnej wszczynanie nowych postępowań reprywatyzacyjnych.